# Marienkapelle (Telgte)

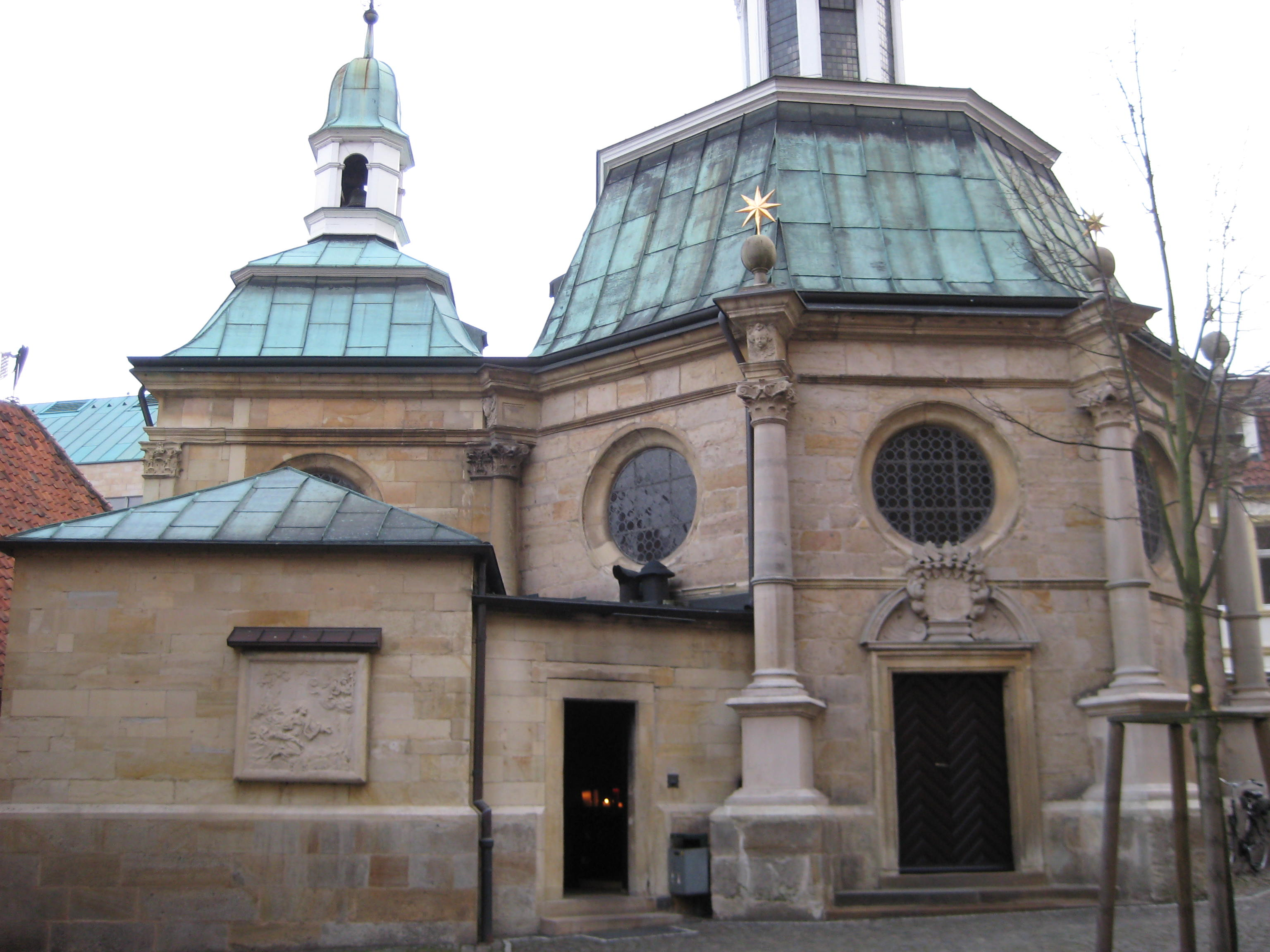
Marienkapelle

Die katholische Marienkapelle ist eine zur Pfarrei St. Marien gehörende denkmalgeschützte Wallfahrtskapelle in Telgte, einer Stadt im Kreis Warendorf in Nordrhein-Westfalen.

## Geschichte und Architektur
Im Jahr 1654 setzte der Fürstbischof Christoph Bernhard von Galen den Grundstein der Kapelle. Der Franziskanerpater Jodokus Lücke begann 1654 mit dem Bau und Peter Pictorius d. Ä. stellte ihn 1657 fertig. Die Weihe fand am 2. Juli 1657 statt. Der kuppelüberdeckte Sechseckbau mit an den Ecken freistehenden korinthischen Säulen ausgestattet. Der Chor wurde 1763 angefügt. Das Dach und die Laterne wurden 1854 zur heutigen Form verändert. Im selben Jahr wurde eine Sakristei angebaut. Über den drei Portalen ist jeweils das Wappen des Fürstbischofs von Galen angebracht.

## Ausstattung

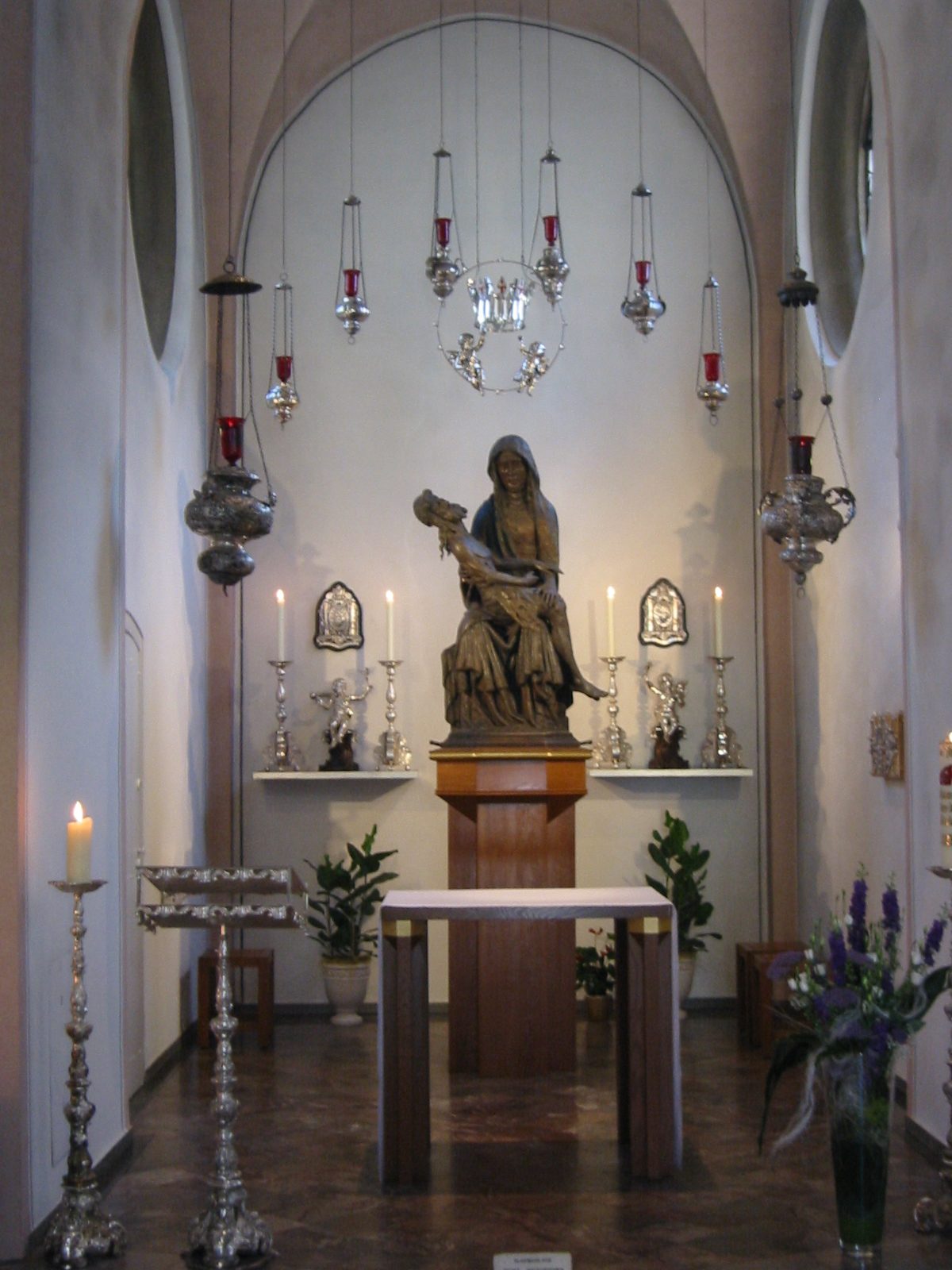
Gnadenbild

Die Ausstattung wurde mehrfach eingreifend verändert. 1854 zum Jubiläum erhielt die Kapelle statt des Barockaltares eine neugotische Ausstattung und Ausmalung. Reste davon werden im Museum Religio ausgestellt. Zum Jubiläum 1954 weißelte man den Innenraum und ersetzte die Neugotik durch einen schlichten Altar mit einfachem Tabernakel ohne weitere Aufbauten im Stil der 1950er Jahre. Der Altar von 1954 wurde, da seine Dimensionen ihn dazu eignen ließen, nach dem 2. Vatikanum zum Volksaltar "umgedreht". 2004, zu einem weiteren Jubiläum erhielt die Gnadenkapelle von Telgte den jetzigen hölzernen Tischaltar.
- Das Telgter Gnadenbild, seit 1455 urkundlich erwähnt, ist eine Pietà aus Lindenholz von etwa 1370
- Eines der ältesten westfälischen Vesperbilder wurde 1854 verändert. Der rechte Arm Christi hing ursprünglich herab
- Ein Epitaph, bezeichnet 1711
- Silberne Ampeln und zahlreiche andere Votivgaben.[1]